# 하정로
하정로(夏亭路)는 서울특별시 동대문구 신설동 비우당교 앞에서 서울북부지방법원 동대문등기소 앞을 잇는 637m의 도로이다. 그 이름은 류관(柳寬)을 기리기 위하여 그의 호인 하정(夏亭)에서 따왔다.

## 연혁
- 1972년 11월 26일 : 지금의 신설동역~신답역 간 1.6km를 신답로(新踏路)로 명명
- 1984년 11월 7일 : 신답로를 하정로로 개칭, 도로구간 50m 연장
- 2009년 7월 10일 : 하정로를 천호대로에 통합, 도로명 폐지
- 2011년 5월 26일 : 청계천로3길과 천호대로5길을 통합하여 하정로로 명명[1]

## 같이 보기
- 류관